# 포콕고지대쥐
포콕고지대쥐(학명: Rattus pococki)는 시궁쥐속에 속하는 설치류의 일종이다. 뉴기니섬의 토착종이다.

## 특징
포콕고지대쥐는 존 엘러 만 경 제2남작이 1941년에 처음 기술했다. 종소명과 일반명은 1885년부터 1904년까지 런던 자연사 박물관에서 근무하고 1923년까지 런던의 동물원에서 관리자로 일한 동물학자 포콕(Reginald Innes Pocock)의 이름에서 유래했다. 근연종은 이끼숲쥐(Rattus niobe)이다. 2005년 무세르(Musser)와 칼레톤(Carleton)은 포콕고지대쥐가 더 크고 약간 더 짙은 털 색을 갖고 있기 때문에 잠정적으로 별도의 종으로 분류했다. 겉모습은 서뉴기니산악쥐(Rattus arrogans)와 유사하지만 크기가 더 작고 털 색이 더 짙기 때문에 구별된다. 서뉴기니산악쥐와의 관계는 좀더 연구가 필요하다.

## 분포
인도네시아 파푸아 주(서뉴기니)와 파푸아뉴기니(동뉴기니)의 중부 산악 지대의 토착종이다. 해발 1500~2500m의 산악 열대숲에서 발견된다. 국제 자연 보전 연맹(IUCN)이 풍부한 개체수와 넓은 분포 지역 때문에 "관심대상종"으로 분류하고 있다. 개체수가 감소할 만한 큰 위협 요인도 없다.